# جعفر
جعفر از نامهای عربی - اسلامی ویژه مردان است؛ و شاید به یکی از موارد زیر اشاره داشته باشد:
- جعفر صادق ششمین امام شیعیان
- جعفر بن ابی‌طالب
- جعفر بن علی
- جعفر بن قولویه
- جعفر برمکی
- جعفر سبحانی
- جعفر بن زبیر
- شیخ جعفر شوشتری
- جعفر بهبهانی
- جعفر کاشانی
- جعفر سلماسی
- جعفر تبریزی
- جعفر خامنه‌ای
- جعفر شجونی
- سید جعفر شهیدی
- جعفر کشفی
- جعفر بزرگی
- جعفر مشیرالدوله
- جعفر شعار
- جعفر پناهی
- سید جعفر حمیدی
- جعفر رسولی
- محمد جعفر
- جعفر توفیقی
- جعفر میلی‌منفرد
- جعفر نامدار